# Serranus
Serranus is een geslacht van vissen uit de familie Serranidae  en bevat de volgende soorten:
- Serranus accraensis (Norman, 1931)
- Serranus aequidens Gilbert, 1890
- Serranus africanus (Cadenat, 1960)
- Serranus annularis (Günther, 1880)
- Serranus atricauda Günther, 1874
- Serranus atrobranchus (Cuvier, 1829)
- Serranus auriga (Cuvier, 1829)
- Serranus baldwini (Evermann & Marsh, 1899)
- Serranus cabrilla (Linnaeus, 1758) – Zaagbaars
- Serranus chionaraia (Robins & Starck, 1961)
- Serranus fasciatus   (Jenyns, 1840)
- Serranus flaviventris (Cuvier, 1829)
- Serranus hepatus (Linnaeus, 1758)
- Serranus heterurus (Cadenat, 1937)
- Serranus huascarii (Steindachner, 1900)
- Serranus luciopercanus (Poey, 1852)
- Serranus maytagi (Robins & Starck, 1961)
- Serranus notospilus (Longley, 1935)
- Serranus novemcinctus (Kner, 1864)
- Serranus phoebe (Poey, 1851)
- Serranus psittacinus (Valenciennes, 1846)
- Serranus sanctaehelenae (Boulenger, 1895)
- Serranus scriba (Linnaeus, 1758) – Schriftbaars
- Serranus socorroensis (Allen & Robertson, 1992)
- Serranus stilbostigma (Jordan & Bollman, 1890)
- Serranus subligarius (Cope, 1870)
- Serranus tabacarius (Cuvier in Cuvier and Valenciennes, 1829)
- Serranus tigrinus (Bloch, 1790)
- Serranus tortugarum (Longley, 1935)

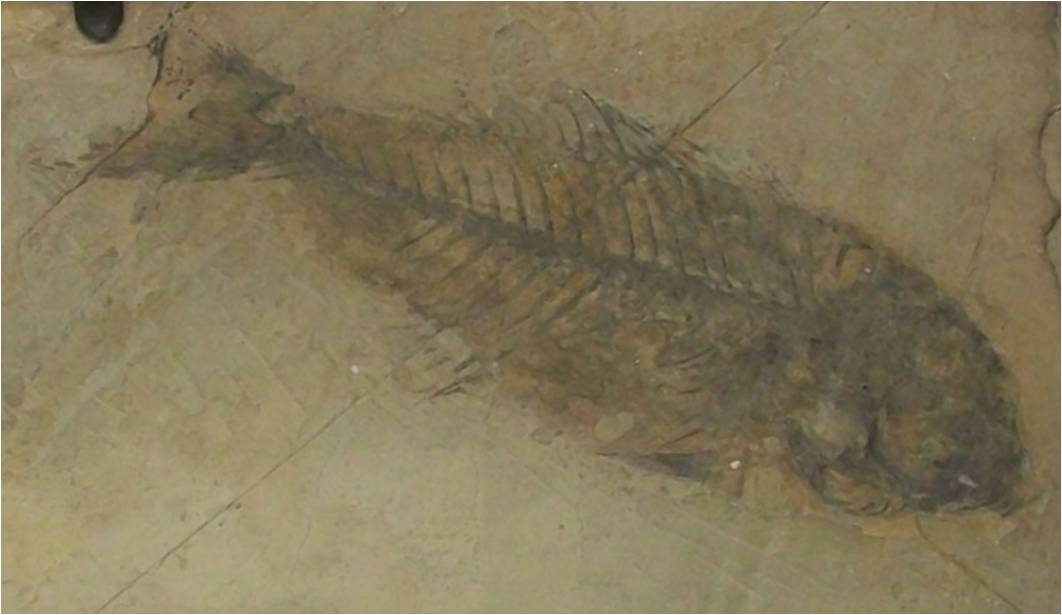
Fossiel van de uitgestorven S. occipitalis
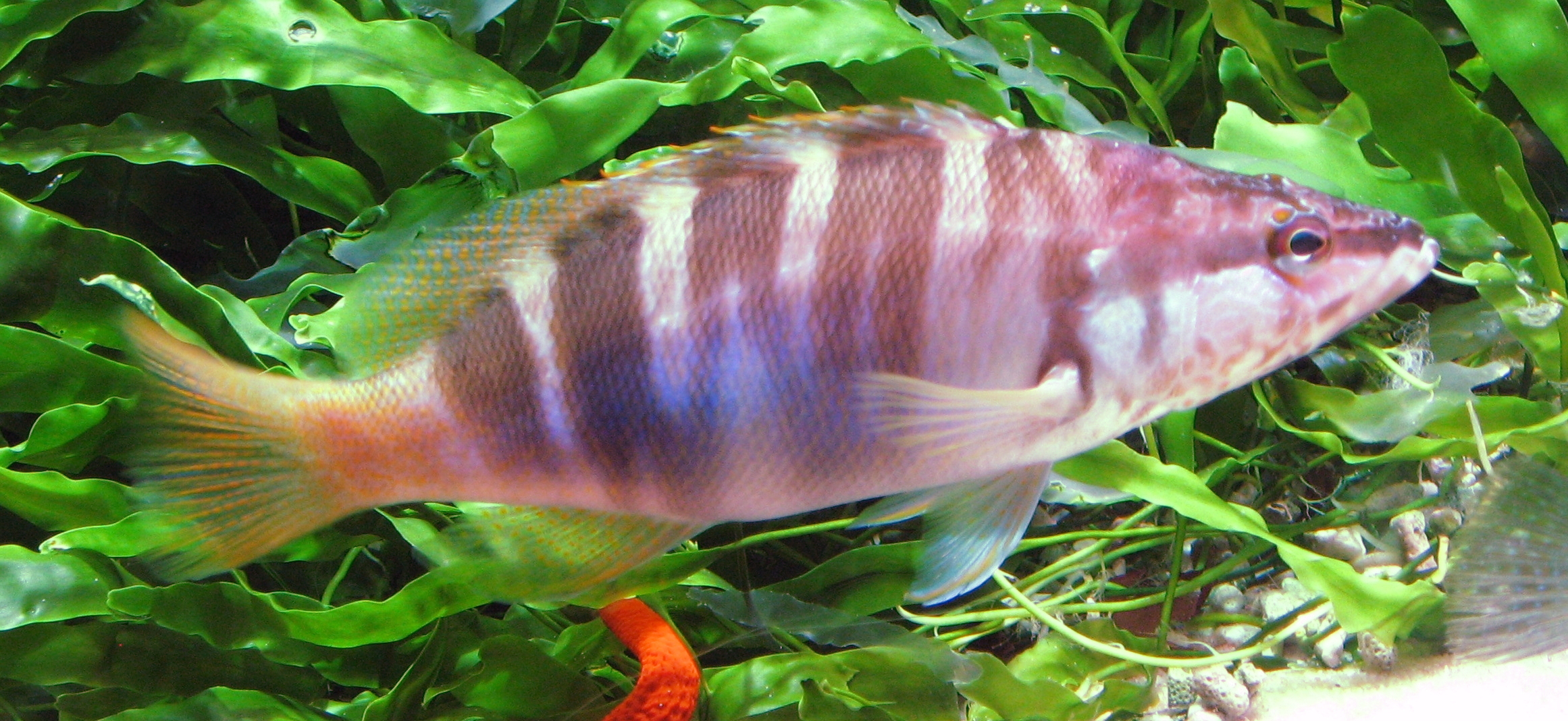
schriftbaars (Serranus scriba)